# 張懷素
張懷素（?—1107年），北宋舒州人。

## 生平
張懷素本為舒州僧人，状貌甚伟，善谈论，喜作大字。元豐末年客居陳留縣內，常插花滿頭，佯狂縣內，自稱「戴花和尚」，他對於占卜運途吉凶頗為應驗，因此很多民眾都信仰追隨他。知縣畢仲游對於張懷素蠱惑民眾舉止非常憤怒，於是打了他一百大板並勒令還俗，後來他便留起頭髮開始跟士人交往，又自號「落拓野人」。自言孔子诛少正卯，他曾經谏以为太早，汉楚成皋相持，他曾經登高观战。
最初張懷素以替人看風水為生，後來又以各種旁門左道奇技淫巧去結交士人。說金陵這個地方有帝王之氣，心裡有謀逆意圖，分遣徒眾去遊說有名望的士大夫及官員。
元祐六年，張懷素對吳充之孫朝散郎吳儲說：「大人您的福報像姚興，可以在關內當一個國主。」吳儲說：「我的福氣薄弱，怎麼能夠相比姚興。」張懷素說：「但且談論志向不說福氣。」紹聖四年，張懷素入汴京跟吳儲締盟，吳儲把此事告知堂兄弟吳侔。
崇寧四年，張懷素不軌圖謀為元𧙗黨士人范寥舉發，开封尹林攄与中丞余深、宋徽宗內侍治獄，張懷素被捕於真州城西儀真觀，室內有美婦人十餘，供出本末。大觀元年，謀逆大罪成立，宋徽宗將張懷素、吳儲、吳侔、邵章淩遲處斬，杨公辅、魏当、郭秉德并特处死。坐死者数十人，坐累者逾百数。吴储、吳安詩贷命免真决，送潭州编管。吴侔母王氏，系王安石之女，特免远窜，送太平州羁管。侔弟僎送道州羁管。吕惠卿子渊，坐曾闻妖言不以告，削籍窜沙门岛。吕惠卿散官安置宣州。蔡卞降职奉外祠。邓洵妻吴侔之兄，出知随州。安敦追贬散官。润州州学内舍生汤东野将钱十千与进士范寥入京告发。狱竟，东野除宣义郎，寺监主簿赐袍带，并现钱一千贯，盘缠钱一百贯。范寥特除供备库副使，赐现钱一千贯，金二十两，银腰带并公服鞾笏，与在京监书。汤东野晚年尝见卧床有人头无数，岂怀素之狱不能无冤滥也。蔡京与储、侔之父吳安诗为僚婿，故此蔡京父子与張怀素书问往来尤密。蔡京惧其根株牵连，罪且相及，遂讽中丞余深，知开封府林摅：“若能使不见累，他日当有以报。”翌日，兩人索中外所与怀素、储、侔往来书礼，置案上。”余深诟說：“怀素等罪状明白，人与往来书问，不过通寒暄耳，岂尽从之反耶。存之徒增案牍。”令悉焚之。林攄請悉焚蕩，以安反側，眾稱為長者。因之而幸免者甚众。未几，摅迁中书侍郎，深迁左丞。殿中侍御史毛注說「蔡京受孟翊妖奸之書，與逆人張懷素遊處，引兇朋林攄置政府，用所親宋喬年尹京，其門人播傳，咸謂陛下恩眷不衰，行且復用。」宋徽宗不報。朝廷疑張懷素黨有脫者，江、淮間往往以誣告興獄。徽猷閣待制沈錫至江寧，有妄告者。具疏於朝，由是其他郡繫者皆得釋放。